# 道の駅かわうち湖
道の駅かわうち湖（みちのえき かわうちこ）は、青森県むつ市川内町福浦山にある青森県道253号長後川内線の道の駅である。愛称は、野平高原交流センター。

## 施設
- 駐車場
  - 普通車：50台
  - 大型車：5台
  - 身障者用駐車場：1台
- トイレ
  - 男：大 4器（2器）、小 7器（5器）
  - 女：8器（5器）
  - 身障者用：2器（1器）

※（）は、24時間利用可能
- 公衆電話：2台
- FAX：1台
- 休憩室・売店（9:00 - 16:00 、土・日・祝日 9:00 - 17:00）
- レストラン（11:00 - 15:30 、土・日・祝日 11:00 - 16:30）
- 情報コーナー
- 特産コーナー
- 緑地広場
- 時実新子文学碑
- 散策・展望施設

### 名産品
- けいらん
- ひばっこそば

### 管理団体
- むつ市

## 休館日
- 毎週木曜日・祝日の場合は翌金曜日
- 毎年11月下旬 - 翌年4月上旬（冬季閉鎖）

## アクセス
- 青森県道253号長後川内線

## 周辺
- 川内ダム
- 下北湯野川温泉
- 川内川渓谷遊歩道